# Roorback
Albums de Sepultura
Nation
(2001) Dante XXI
(2006)
Roorback est le 9e album studio du groupe de death metal brésilien Sepultura, sorti en 2003 sous le label SPV Records. Les titres "Mindwar" et "Bullet the Blue Sky" sont sorties en single et possèdent un clip. La version digipack, sortie dans le monde entier, à l'exception des États-Unis, contient les chansons de l'EP Revolusongs et le clip de "Bullet the Blue Sky".

## Réception
Malgré des critiques positives, Roorback ne se vendit qu'à 4000 exemplaires la semaine de sa sortie, soit assez peu en comparaison avec les ventes des précédents albums. Nielsen Soundscan estime les ventes américaines totales à 75 000 exemplaires. AllMusic délivre la note de quatre étoiles sur cinq, et relève que les principaux thèmes de l'album sont "la corruption politique, la rébellion et la propagande noire".

## Musiciens
Sepultura
- Derrick Green - chant, guitare rythmique
- Andreas Kisser - guitare
- Paulo Jr. - guitare basse
- Igor Cavalera - batterie, percussions

## Liste des chansons
| No  | Titre                                      | Durée |
| --- | ------------------------------------------ | ----- |
| 1.  | Come Back Alive                            | 3:06  |
| 2.  | Godless                                    | 4:22  |
| 3.  | Apes of God                                | 3:36  |
| 4.  | More of the Same                           | 3:59  |
| 5.  | Urge                                       | 3:17  |
| 6.  | Corrupted                                  | 2:33  |
| 7.  | As It Is                                   | 4:26  |
| 8.  | Mind War                                   | 3:00  |
| 9.  | Leech                                      | 2:24  |
| 10. | The Rift                                   | 2:57  |
| 11. | Bottomed Out                               | 4:35  |
| 12. | Activist                                   | 1:54  |
| 13. | Outro (non créditée)                       | 11:39 |
| 14. | Bullet the Blue Sky (bonus, reprise de U2) | 4:31  |